# Indotherium
Indotherium — викопний рід ссавцеподібних, що мешкав на території сучасної Індії в ранньому юрському періоді. Він містить один вид, I. pranhitai, який відомий за двома верхніми корінними зубами, знайденими у формації Кота в Телангані. Коли він був вперше описаний, він був віднесений до парафілетичної групи Symmetrodonta, але пізніші дослідження переосмислили його як можливого члена родини Morganucodontidae.